# Liste der israelischen Botschafter beim Heiligen Stuhl
Die Liste der israelischen Botschafter beim Heiligen Stuhl bietet einen Überblick über die Leiter der israelischen diplomatischen Vertretung beim Heiligen Stuhl seit der Aufnahme diplomatischer Beziehungen im Jahr 1993 bis heute.
| Amtszeit  | Name                 | Anmerkung                            |
| --------- | -------------------- | ------------------------------------ |
| 1994–1997 | Samuel Hadas         | Sondervertreter; ab 1994 Botschafter |
| 1997–2000 | Aharon Lopez         | Botschafter                          |
| 2000–2003 | Josef Neville Lamdan | Botschafter                          |
| 2003–2008 | Oded Ben-Hur         | Botschafter                          |
| 2008–2012 | Mordechay Lewy       | Botschafter                          |
| 2012–20?  | Zion Evrony          | Botschafter                          |
| 2021–2024 | Raphael Schutz       | Botschafter                          |
| 2024–     | Yaron Sideman        | Botschafter                          |